# Konrad II. (Czersk)

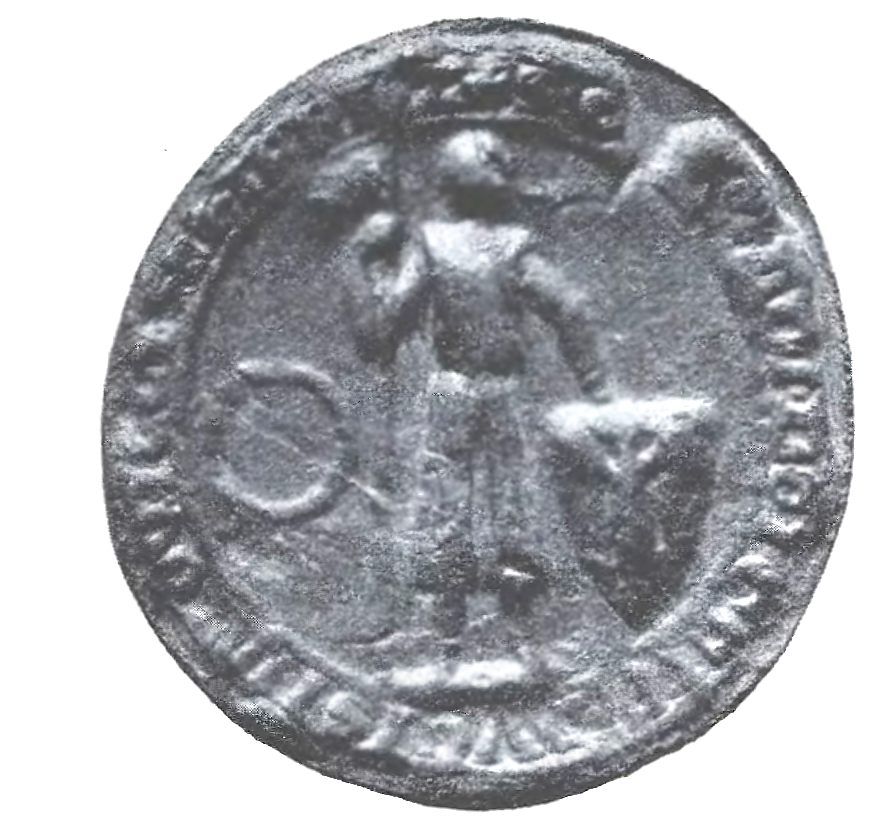
Siegel

Konrad II. (poln. Konrad II.; * um 1250; † 21. Oktober 1294) war ein Herzog in Masowien, ab 1264 Fürst in Masowien, nach dem Ausgleich mit seinem Bruder ab 1275 Herzog von Czersk, im Jahr 1289 kurzzeitig Herzog von Sandomir. Er entstammte dem Adelsgeschlecht der masowischen Piasten.

## Leben
Konrad war der Sohn von Herzog Siemowit I. († 1262) und der ruthenischen Prinzessin Perejesława von Galizien. 1262 fiel sein Vater bei der Belagerung von Jazdów und Konrad wurde von den Litauern gefangen genommen. Die Regierungsgeschäfte wurde sodann von seiner Mutter und Bolesław VI. dem Frommen übernommen, bis Konrad das sechzehnte Lebensjahr erreichte. Er ergriff Partei für Ungarn in dessen Konflikt mit Böhmen um das Erbe der Babenberger in Österreich. 1275 teilte er mit seinem Bruder Bolesław II. Masowien auf und übernahm Czersk. 1282 und 1285 versuchte er erfolglos Krakau zu erobern. 1289 konnte er kurzzeitig Sandomir erobern, musste sich jedoch aus dem Kampf um die Seniorwürde zurückziehen. Nach seinem Tod wurde er in Warka beigesetzt. Sein Erbe trat sein Bruder an, mit dem er sein ganzes Leben lang gekämpft hatte.

## Ehe und Familie
Herzog Konrad war mit Hedwig, der Tochter von Boleslaw II. Rogatka von Liegnitz, verheiratet und hatte mit ihr die Tochter Anna von Czersk, die Primislaus von Ratibor heiratete.